# علاء الدين الخلجي
علاء الدين الخلجي (ت.1316)، هو ثاني السلاطين الخلجيين بالهند. حكم من 1296 حتى 1316.

## تولى الحكم

مدى اتساع سلطنة دلهي في بداية حكم جلال الدين الخلجي (1290)

السلطان جلال الدين فيروز شاه افرط في حسن الظن بمن حوله حتى استطاع ابن أخيه علاء الدين محمد أن يستدرجه إلى مقامه في «كره»؛ بدعوى مشاهدة بعض الغنائم الثمينة التي أتى بها من «الدكن»، ودبر له مَن قتله قبل أن يلتقيا في (4 رمضان 694 هـ = 18 يوليو 1295م).
بعد أن غدر «علاء الدين» بعمه زحف بجيشه إلى «دلهي»، حين جمعت زوجة جلال الدين أنصار زوجها، ونادت بابنها «ركن الدين إبراهيم» سلطانًا خلفًا لأبيه، لكن علاء الدين هاجم دلهي، وأجبر ركن الدين على الفرار إلى «الملتان»، ونصَّب نفسه على عرش الهند في دلهي سنة (695 هـ = 1295م).

## عهده
لما استقرت الأمور لعلاء الدين بدأ يتجه لشؤون الدولة الحربية، ويعنى بالنواحي الاجتماعية، وكان سلطانًا قويًا طموحًا، نجح في دفع الخطر المغولي عن بلاده، وقاد جنده في فتوحات متصلة، حتى أظلت راية الإسلام شبه القارة الهندية كلها لأول مرة في التاريخ.

### حرب المغول
لكي يدفع هجمات المغول أقام سلسلة من الحصون على حدوده الغربية، وزودها بالجند والسلاح، ولكن ذلك لم يحُلْ دون هجمات المغول على الهند، فتوالت حملاتهم على الرغم مما كان يتكبدونه من خسائر على أيدي علاء الدين وقادته، مثلما حدث في سنة (698 هـ = 1298م) حين سار سلطان المغول «قتلق خواجه» على رأس قوات كثيفة، فتصدى لها علاء الدين وقائداه «ظفر خان» و«ألج خان»، وأنزلوا بالمغول هزيمة قاصمة، لكنها لم تمنعهم من موالاة الهجوم مرات أخرى حتى تمكن القائد «غياث الدين تغلق» من القضاء على خطرهم تمامًا.

### استكمال الفتوحات

أراضي سلالة الخلجي في أقصى حدودها (أخضر داكن) وأراضي خاضعة لها -بالجزية- (أخضر فاتح)

في الوقت الذي كان فيه «علاء الدين» مشغولا بالقضاء على هجمات المغول كان يعد الجيوش لاستكمال فتح الهند، فأرسل في سنة (699 هـ = 1299م) قائديْه «ألنخان» و«نصرت خان» لفتح حصن «رنتنبهور» أعظم حصون إقليم «راجبوتانا»، فنجحا في مهمتهما بعد حروب دامية، ودخل الإقليم في طاعة «علاء الدين الخلجي»، ثم فتح إمارة «موار»، وكانت أمنع إمارات «الراجبوتانا» بقلعتها الحصينة القائمة على قمة جبل منحوتة في الصخر، ثم استولى على «ملوة» و«أوجين» و«دهري نجري»، ولم يكد يأتي عام (706 هـ = 1306) حتى كان «علاء الدين الخلجي» قد فتح «الهندستان» كلها من «البنغال» إلى «البنجاب».
وواصل علاء الدين فتوحاته؛ فأرسل قائده الحبشي "كافور"، فاخترق أقاليم "ملوة" و"الكجرات"، ثم أردف ذلك بجيش آخر يقوده "أدلوغ خان"، واستولى الجيشان على "ديوكر، وتوالت انتصارات علاء الدين بفضل كافور القائد المظفر، فقاد حملة هائلة في سنة (710 هـ = 1310م) تمكنت من فتح الجنوب الهندي كله.

## الإسكندر الثاني
قد اغتر علاء الدين بهذه الانتصارات التي تحققت على يديه حتى لُقِّب بالإسكندر الثاني، وأسكرته الغنائم والكنوز التي غنمها في حروبه، وتراءى له أن يفتح العالم بجنده، كما فعل الإسكندر، وسرَحَ به الخيال إلى أبعد من ذلك، فصرح أن قادته هم بمنزلة الخلفاء الراشدين، ولكن عمه القاضي علاء الملك أيقظه من أحلامه الضالة، وذكَّره بأن النبوة قد انتهى زمانها، ورده إلى جادة الصواب، فعاد إليه عقله، وانتبه من غفلته.

## الإصلاح الداخلي
وقد وجدت نصيحة القاضي صداها عند علاء الدين؛ فعدل عن رأيه إلى الاهتمام بشؤون دولته والعمل على نهضتها، ووضع النظم الإدارية والمالية التي تصلح من شأن مملكته، وقُدِّر لها أن تلقى قدرًا كبيرا من النجاح؛ فعم البلاد الرخاء، ونَعِمَ الناس بالأمن، وكان لرقابته على الأسواق وشدته في معاقبة التجار المدلسين ومنعه من الاحتكار أثرها في رواج التجارة، ورخص الأسعار، وبلغ من شدته أنه كان يأمر بالمطفِّف من التجار فتُقطَع من لحمه حيًا قطع يستكمل بها الميزان عظة لغيره من التجار.
وكان يفتح خزائن دولته العامرة، ويعطي منها التجار والمزارعين حين تشتد الحالة الاقتصادية أو يفسد الزرع حتى لا يتأثر الناس بقلة المعروض من البضائع كما وعُني بأمر الزراعة، وأسبغ رعايته على العلماء، وقد تحدث «ابن بطوطة» في رحلته عما شاهده من الرخاء الذي ينعم به المسلمون تحت حكم علاء الدين.

## نهاية الدولة الخلجية
على أن السلطان علاء الدين حين تقدمت به السن أوكل تصريف شؤون دولته إلى «كافور» قائده المعروف، وانقاد له في كثير من الآراء، حتى إذا توفي في يناير 1316, بمرض الاستسقاء edema. ويعتقد أن نائب الملك عجـّل بموته. كان كافور قد استبد بالأمر، وأمسك بزمام الدولة بعد أن أجلس على السلطنة طفلا صغيرًا من أبناء علاء الدين، وقد أدى ذلك إلى اشتعال الفتنة في البلاد، وانتهى الأمر بقتله على يد بعض الأمراء المنافسين له، وأقاموا مكانه سلطانا جديدًا الابن الأكبر لعلاء الدين مبارك شاه الخلجي سنة (716 هـ = 1316 م).

## وصلات خارجية
- The Megalomania of Ala-ud-Din Khilji from IndiaNest.com
- Ala-ud-din and His Eunuch General from IndiaNest.com
- The Khilji Dynasty: Ala-ud-Din Khilji from www.AmritWorld.com, written by Amrit Pal Singh 'Amrit'.
- Khilji followed The Slave Dynasty